# Arijanet Muric
Arijanet Anan Muric - em albanês, Arjanet Samir Muriqi e em montenegrino, Arijanet Anan Murić (Schlieren, 7 de novembro de 1998) é um futebolista kosovar-montenegrino que atua como goleiro. Atualmente joga no Sassuolo, emprestado pelo Ipswich Town.

## Carreira
Nascido em Schlieren, na Suíça, Muric jogou nas categorias de base de 3 clubes de Zurique (YF Juventus, FC Zürich e Grasshopper) até 2015, quando assinou com o Manchester City, e em julho de 2017, assinou o primeiro contrato profissional com os Citizens.
Para ganhar experiência, foi emprestado ao NAC Breda em julho de 2018, disputando apenas um jogo pelo clube holandês. Porém, a lesão de Claudio Bravo obrigou o City a reintegrar o jovem goleiro ao elenco principal A estreia profissional pelos Citizens foi na partida contra o Oxford United, válida pela Copa da Liga Inglesa
Em 22 de julho de 2022, Muric foi anunciado pelo Burnley, assinando por quatro temporadas.

## Seleção
De origem kosovar e também com passaportes montenegrino e suíço, o goleiro tornou-se elegível para defender a Seleção Kosovar, um ano depois de ter jogado 2 vezes pela Seleção Montenegrina Sub-21.

## Títulos
Manchester City
- Copa da Liga Inglesa: 2018–19
- Campeonato Inglês: 2018–19
- Copa da Inglaterra: 2018–19

Burnley
- Campeonato Inglês - 2ª divisão: 2022–23